# Christian von Boetticher
Pour les articles homonymes, voir Boetticher.
Christian von Boetticher, né le 24 décembre 1970 à Hanovre, est un homme politique allemand membre de l'Union chrétienne-démocrate d'Allemagne (CDU).
Il est élu député européen en 1999, mais rate sa réélection quatre ans plus tard, puis devient en 2005 ministre régional de l'Agriculture et de l'Environnement du Land du Schleswig-Holstein dans la grande coalition dirigée par le chrétien-démocrate Peter Harry Carstensen. En 2009, il est nommé vice-ministre-président à la suite de la rupture de l'alliance au pouvoir, avant d'être élu député au Landtag, où il prend la présidence du groupe CDU. Porté à la tête de la fédération du parti dans le Schleswig-Holstein l'année suivante, il démissionne de toutes ses responsabilités en 2011, à la suite d'une affaire de mœurs, puis quitte la vie politique.

## Formation et carrière
Après avoir passé son Abitur en 1990 à Pinneberg, il suit durant deux ans une formation d'officier de réserve, dont il est aujourd'hui lieutenant. En 1992, il entreprend des études supérieures de droit à l'université Christian Albrecht de Kiel, qu'il poursuit à l'université de Hambourg.
Il obtient son premier diplôme juridique d'État en 1997, devenant alors doctorant en droit constitutionnel, puis effectue son stage à la cour supérieure régionale de Hambourg de 1999 à 2001. Il décroche ensuite son second diplôme juridique et son doctorat.
En 2002, il est engagé comme avocat à Pinneberg, et travaille dans le droit de l'environnement et le droit administratif général.

## Vie politique

### Parcours militant
Il adhère à la Junge Union, organisation de jeunesse de la CDU/CSU, en 1987, puis à la CDU un an plus tard. Élu membre du comité directeur du parti dans la ville d'Appen en 1992 pour quatre ans, il entre en 1993 au comité directeur de l'arrondissement de Pinneberg. Deux ans plus tard, il est désigné vice-président et porte-parole de la fédération CDU de l'arrondissement. Il en devient président en 2003, renonçant à ce poste en 2005. Il entre un an plus tard au comité directeur du Parti populaire européen (PPE). En 2008, il est choisi comme vice-président de la commission fédérale du parti sur l'Alimentation et l'Agriculture, et intègre le comité directeur de la fédération du Schleswig-Holstein.

### Des mandats locaux au Parlement européen
Élu député à l'assemblée de l'arrondissement de Pinneberg en 1994, il y est désigné vice-président du groupe CDU en 1998, année de son élection au conseil municipal d'Appen. Il renonce à ces deux mandats en 1999, à la suite de son élection au Parlement européen. Il siège alors à la commission des libertés civiles, de la justice et des affaires intérieures, et occupe, de 2000 à 2001, la présidence du groupe PPE à la commission Echelon. De nouveau candidat en 2004, il n'est pas réélu, à cause de la baisse du score de la CDU.

### Ministre et député du Schleswig-Holstein
Le 27 avril 2005, Christian von Boetticher est nommé ministre de l'Agriculture, de l'Environnement et du Milieu rural du Land du Schleswig-Holstein dans la grande coalition mise en place par le nouveau Ministre-président chrétien-démocrate Peter Harry Carstensen. Lorsque le SPD se retire de l'alliance le 21 juillet 2009, il est choisi comme nouveau Vice-ministre-président, et prend l'intérim du poste de ministre des Affaires sociales.
Il est ensuite élu député au Landtag lors des élections régionales anticipées du 27 septembre 2009, dans la circonscription de Pinneberg, et prend la présidence du groupe parlementaire de la CDU. De ce fait, il n'est pas reconduit lors de la formation du cabinet Carstensen II, le 27 octobre suivant.

### Chef de file aux régionales anticipées
À la suite la décision de Peter Harry Carstensen de ne pas se représenter à la présidence de la CDU régionale lors du congrès du 18 septembre 2010, il est proposé par ce dernier comme candidat à sa succession, au cours d'une réunion du comité directeur régional, le 30 août 2010. Lors du congrès, il est élu par 221 voix contre 17, sur 244 délégués, soit 93 % des suffrages exprimés. Proclamé, le 7 mai 2011, chef de file pour les élections législatives régionales anticipées du 6 mai 2012 avec 87 % des voix, il renonce le 15 août, après la révélation d'une ancienne liaison avec une jeune fille de 16 ans, rencontrée sur Internet, démissionnant dans le même temps de la présidence de la CDU régionale. Quelques heures plus tard, il abandonne également la présidence du groupe parlementaire chrétien-démocrate. Le ministre régional de l'Économie, Jost de Jager, le remplace alors à la direction régionale du parti et en tant que chef de file, tandis que Johannes Callsen prend sa succession à la tête du groupe CDU au Landtag. Un mois plus tard, il annonce son retrait de la vie politique.